# Notograptus gregoryi
Notograptus gregoryi är en fiskart som beskrevs av Whitley, 1941. Notograptus gregoryi ingår i släktet Notograptus och familjen Plesiopidae. Inga underarter finns listade i Catalogue of Life.